# Cecilia del Risco
María Cecilia del Risco (23 de agosto de 1960) es una exjugadora de voleibol de Perú, nacionalizada española en 1984. Fue considerada una de las mejores jugadoras del mundo.

## Trayectoria
Empezó a jugar al voleibol a los 16 años y se retiró en 1993. En 1984 fichó por el Real Club Deportivo Español de la Superliga femenina de voleibol de España, equipo con el que ganó tres ligas (1985, 1988 y 1991) y cuatro copas (1985, 1986, 1990 y 1992).

## Selección nacional
Fue internacional con la Selección femenina de voleibol de Perú, de la que fue capitana. Compitió en los Juegos Olímpicos de Montreal 1976, Moscú 1980 y Los Ángeles 1984. Fue parte de la selección peruana que ganó la medalla de plata en los Juegos Panamericanos de 1979 celebrados en San Juan y la de bronce en los Juegos Panamericanos de 1983 celebrados en Caracas. Ganó la plata en el Campeonato Mundial de Voleibol Femenino de 1982 disputado en Perú.

## Vida privada
Del Risco es madre del baloncestista argentino Sergio Rupil.